# 蒙自拟水龙骨
蒙自拟水龙骨（学名：Polypodiastrum mengtzeense）为水龙骨科拟水龙骨属下的一个种。